# Samuel Tiquet
Samuel Tiquet, född 1707 (döpt 6 januari) i Stockholm, död 11 september 1753 i Spanien, var en svensk bergsman.
Samuel Tiquet var son till handlaren Samuel Tiquet och Ester Wolters. Han arbetade under 1720-talet vid Sala silvergruva. 1728 fick han efter sin morbror Liebert Wolters en 30-årig koncession att uppta gruvdriften vid Rio Tinto och Aracena i Andalusien. Där producerade han från 1741 järn- och kopparvitriol och från 1747 eller 1748 koppar. Någon större omfattning fick troligen inte hans verksamhet, han uppges ha fått utstå många års umbäranden och lidanden under sin strävan att utveckla gruvföretaget. Han fick dock ett gott eftermäle som företagsam och kunnig bergsman. 